# Humphrey (Arkansas)
Pour les articles homonymes, voir Humphrey.
Humphrey est une municipalité située à cheval sur le comté d'Arkansas et le comté de Jefferson, dans l'État de l'Arkansas aux États-Unis.

## Population et société

### Démographie
| 1910 | 1920 | 1930 | 1940 | 1950 | 1960 |
| ---- | ---- | ---- | ---- | ---- | ---- |
| 380  | 554  | 595  | 595  | 629  | 649  |

| 1970 | 1980 | 1990 | 2000 | 2010 | - |
| ---- | ---- | ---- | ---- | ---- | - |
| 818  | 872  | 743  | 806  | 557  | - |